# New Dayton
New Dayton est un hameau (hamlet) du Comté de Warner No 5, situé dans la province canadienne d'Alberta.